# 约翰尼·斯鲁吉
约翰尼·斯鲁吉（阿拉伯语：‎；希伯來語：‎；1964年—）是一位阿拉伯裔以色列高管，目前担任蘋果公司硬件工程高级副总裁。

## 早年生活和教育经历
斯鲁吉出生于海法阿巴斯社区（Abbas）的一个中产阶级阿拉伯基督徒家庭中。他在家里的四个孩子中排行老三。其父亲法里德（Farid）是一名木匠兼工匠，为以色列國防部制作铸模。高中时，他在数学、物理、化学、科学等科目中表现优异，并通过一位在以色列理工学院授课的老师引导下接触到了计算机。随后，他进入以色列理工学院学习。在那里，他获得了计算机科学理學學士学位和理學碩士学位。
斯鲁吉是一位以严谨务实著称的高管，他直言不讳，关注着出现的问题和需要改进的领域。他还精通四种语言：阿拉伯语、希伯来语、法语和英语。

## 事业
2008年，斯鲁吉主导了Apple A4的开发工作，这是苹果首款自主设计的SoC。
斯鲁吉负责在以色列海爾茲利亞建立苹果研发中心，这也是苹果全球第二大的研发中心。
2019年，英特尔将斯鲁吉视为下一任首席执行官的候选人之一。
2020年，斯鲁吉在全球开发者大会上宣布苹果麦金塔系列将从现有的x86 CPU架构过渡到Apple晶片。
2022年，斯鲁吉宣布将在以色列耶路撒冷开设第三个研发中心（继海尔兹利亚和海法后），专注于下一代Apple芯片的研发。
2023年，斯鲁吉宣布苹果位于海法的研发中心将扩建一倍。

## 奖项
斯鲁吉因其杰出的职业成就和作为杰出校友的典范作用，荣获母校以色列理工学院颁发的奖章。